# فیات بروتی
فیات بروتی (Fiat Brevetti) خودرویی است که در سال‌های ۱۹۰۵ تا ۱۹۰۸در تورین و ایتالیا تولید شده‌است.
طراحی آن خودروهای موتور جلو-محور عقب بوده طول آن در حالت طبیعی ۴٬۲۱۵ میلیمتر (۱۶۵٫۹ اینچ) و عرض آن در حالت طبیعی ۱٬۶۵۰ میلیمتر (۶۵٫۰ اینچ) است.
موتور آن ۳۰۵۲ سی‌سی سیستم جعبه‌دندهٔ آن ۴ دنده به صورت دستی است.